# Åsandslända
Åsandslända (Ephemera danica) är en dagsländeart som beskrevs av Müller 1764. Åsandslända ingår i släktet Ephemera och familjen sanddagsländor. Arten är reproducerande i Sverige.
Arten når en längd av 15 till 25 mm. Kroppen har hos exemplar i Norden en gulbrun färg och de transparenta vingarna är likaså brunaktiga. Åsandsländan har påfallande långa främre extremiteter och de hölls framåt och kan misstas för antenner. Typiskt är dessutom de långa borstarna som är anslutna vid stjärten. Artens riktiga antenner är däremot korta.
Sländans imago syns vanligen mellan maj och augusti vid vattendrag. Däremot lever den enskilda vuxna individen endast några dagar. Hos åsandsländan sker larvernas utveckling i vatten där de gräver i åarnas sandiga botten. Metamorfosen kan vara i flera år.
Åsandsländan förekommer i nästan hela Europa med undantag av Island. För olika öar i Medelhavet samt för sydvästra Ryssland saknas bekräftelse.

## Bildgalleri

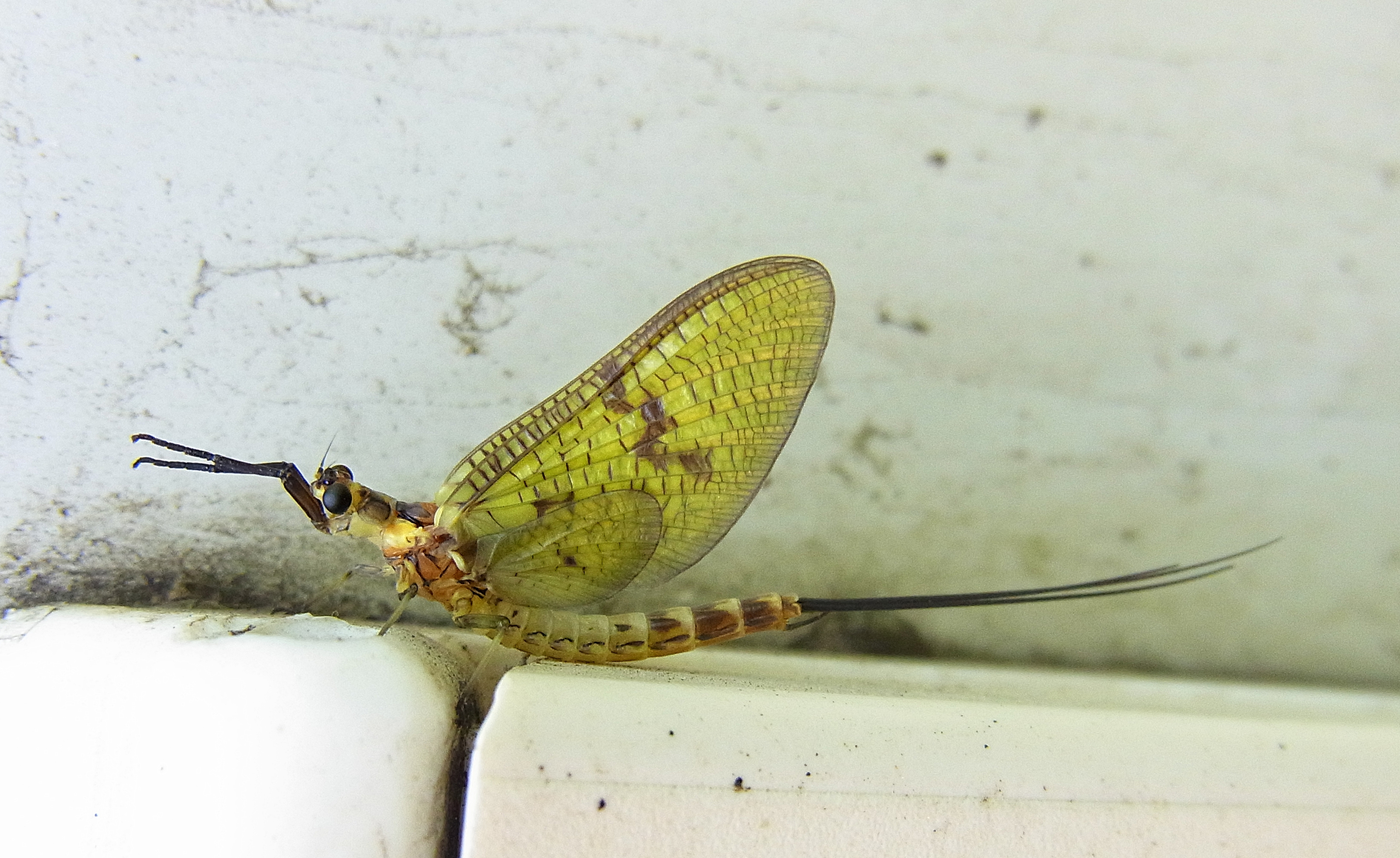
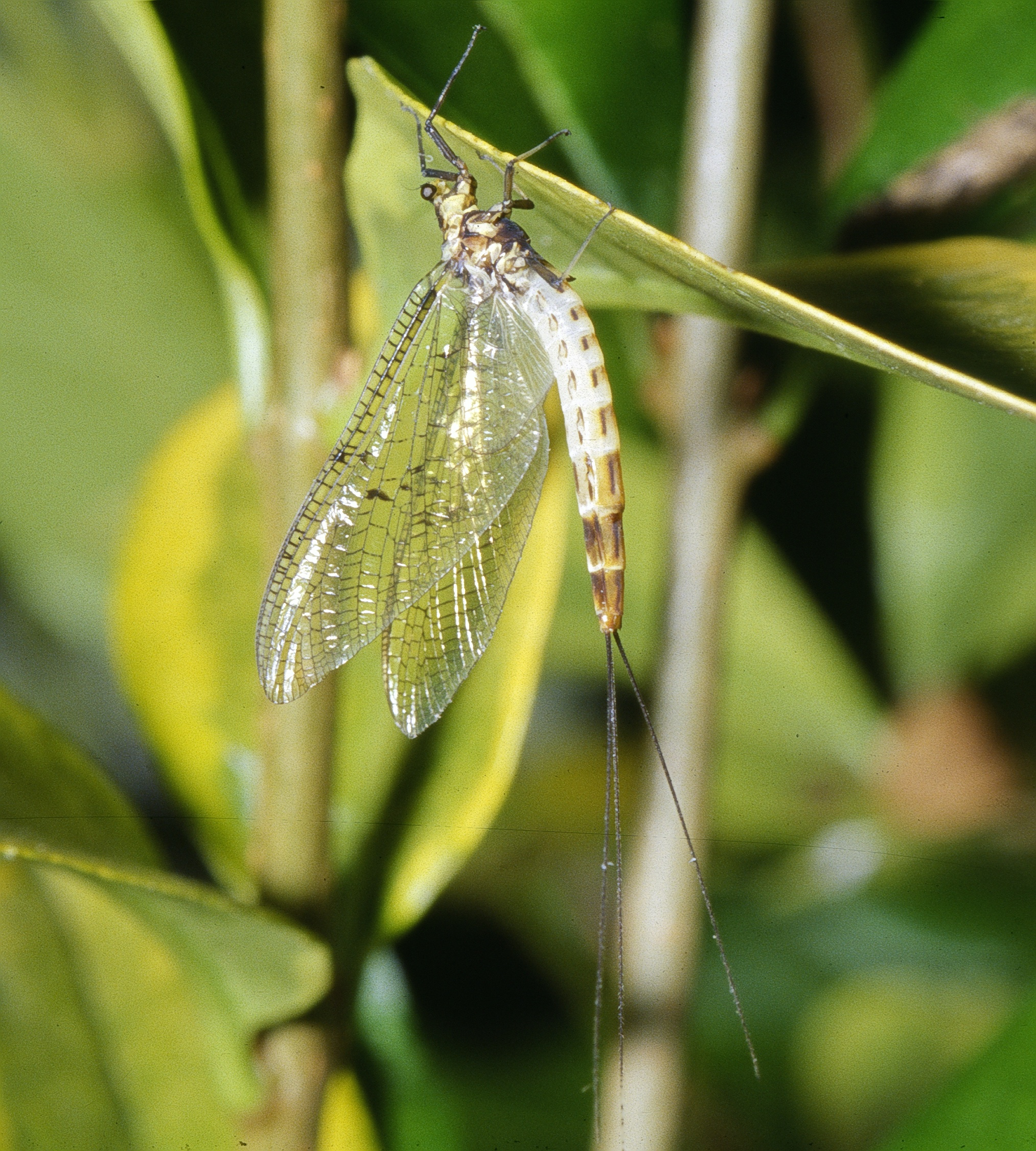
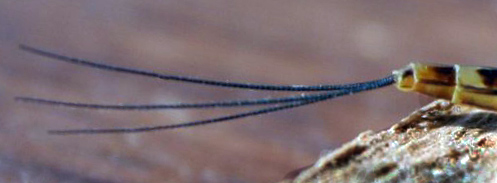
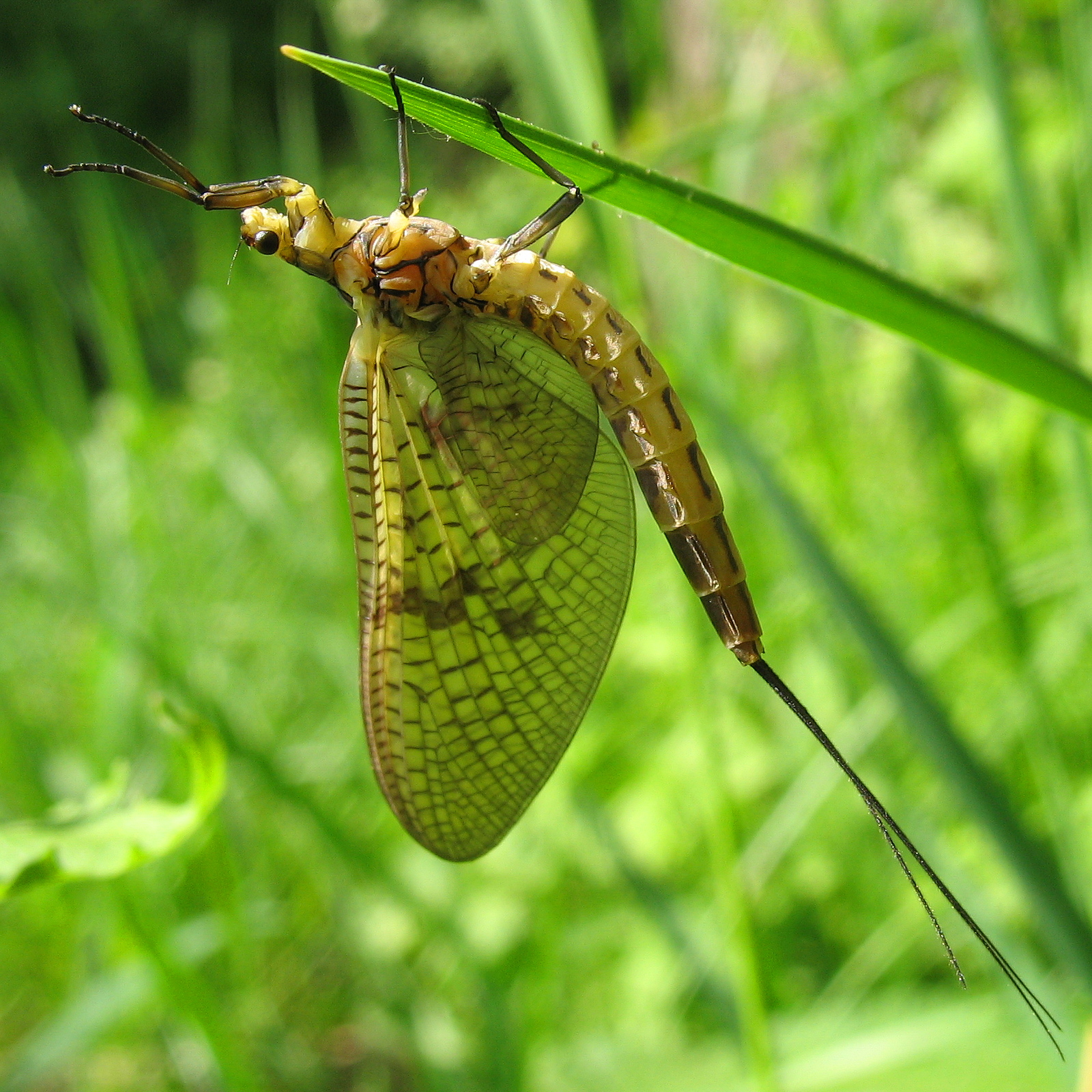
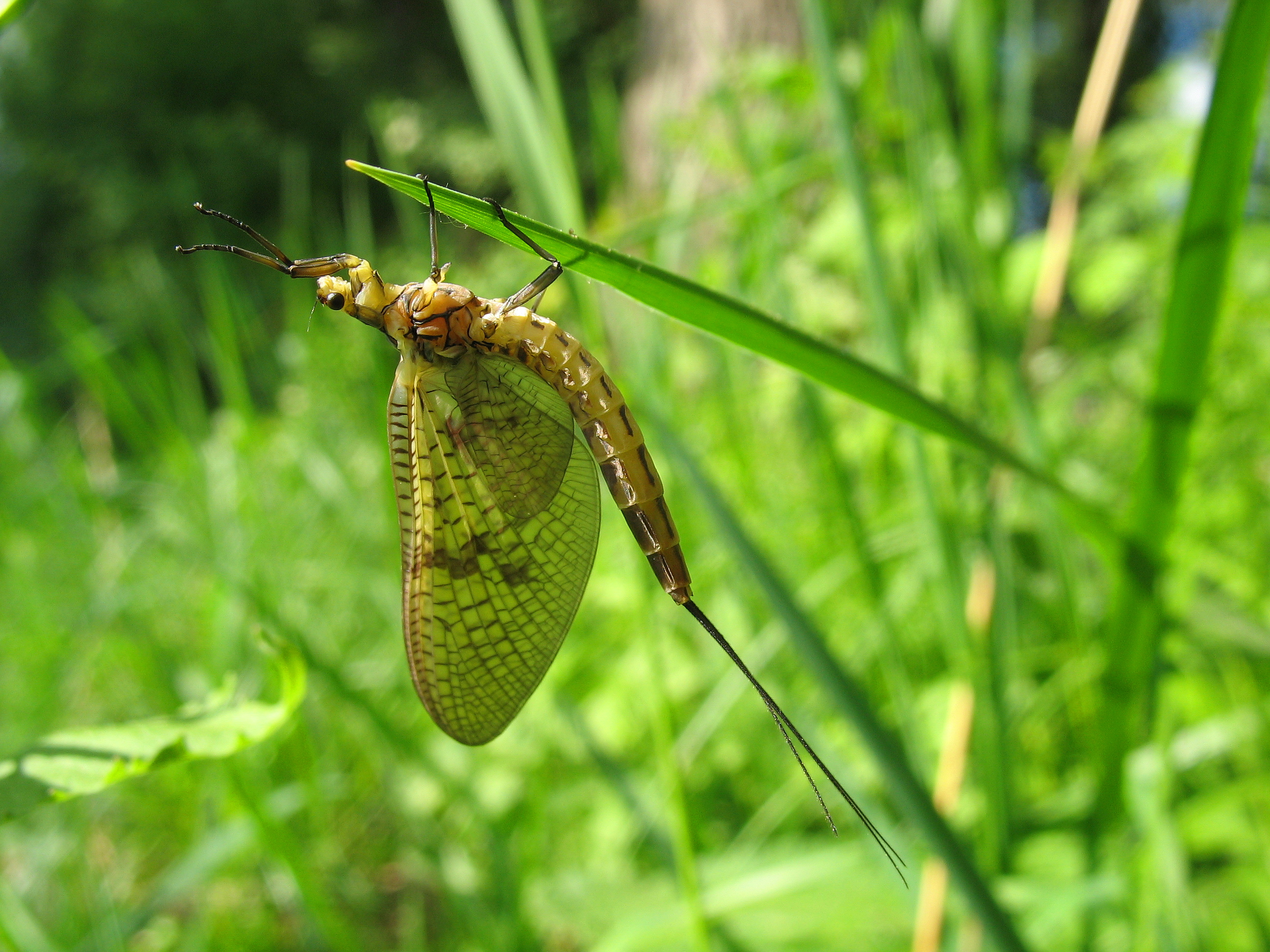
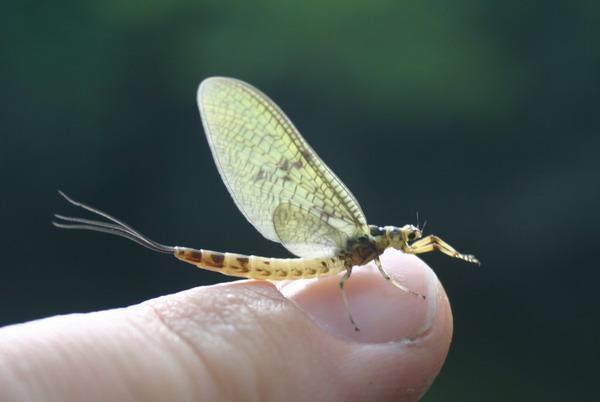